# First Kiss (Kid Rock)
First Kiss è il decimo album in studio del cantante statunitense Kid Rock, pubblicato nel 2015.

## Tracce
1. First Kiss – 4:40 (Kid Rock, Marlon Young)
2. Good Times, Cheap Wine – 4:37 (Rock, Young)
3. Johnny Cash – 4:41 (Rock)
4. Ain't Enough Whiskey – 3:37 (Rock, Young)
5. Drinking Beer with Dad – 4:38 (Rock)
6. Good Time Lookin' for Me – 4:33 (Rock, Young)
7. Best of Me – 4:48 (Rock, Young)
8. One More Song – 4:26 (Rock)
9. Jesus and Bocephus – 3:51 (Rock, Jeff Orr)
10. FOAD – 4:53 (Rock, Ed Jurdi, Gordy Quist)